# Prix Marcel Boussac - Critérium des Pouliches
El Prix Marcel Boussac, también conocido como Criterium des Pouliches, es una de las más importantes carreras de Grupo 1 en Francia abierta a potrancas pura sangre inglés de 2 años. Se disputa en el hipódromo de ParisLongchamp sobre la distancia de 1,600 metros (aprox. 1 milla), corriéndose todos los años, el primer domingo de octubre, coincidiendo con la jornada del Prix de l'Arc de Triomphe.

## Historia
Se disputó por primera vez en 1969, y fue originalmente nombrada como Critérium des Pouliches. Anteriormente, las mejores potrancas de dos años tenían que competir contra los potros de 2 años en el Grand Critérium.
Se le dio el nombre actual en 1980, en memoria de Marcel Boussac (1889–1980), un exitoso empresario, propietario y criador, que fundó en 1946 junto a Christian Dior la casa de alta costura Christian Dior, S.A.. Boussac fue además presidente del órgano regulador de las carreras de caballos en Francia, la antigua Société d'Encouraugement (hoy en día, France Galop)
El Prix Marcel Boussac se disputó en la pista media (moyenne piste) del hipódromo de ParisLongchamp hasta 1986. En 1987 se cambió el trazado a la pista principal (grande piste).
La carrera se disputa el mismo día que el Prix de l'Arc de Triomphe. Éste meeting de carreras de caballos, se disputa el primer domingo del mes de octubre.

## Records
Jockeys con más victorias (3):
- Lester Piggott – Vela (1969), Play It Safe (1981), Midway Lady (1985)
- Yves Saint-Martin – Allez France (1972), Theia (1975), Aryenne (1979)
- Alain Lequeux – Tropicaro (1980), Triptych (1984), Mary Linoa (1988)
- Willie Carson – Ashayer (1987), Salsabil (1989), Shadayid (1990)
- Olivier Peslier – Miss Tahiti (1995), Lady Of Chad (1999), Silasol (2012)

Entrenadores con más victorias (5):
- Pascal Bary – Sierra Madre (1993), Amonita (2000), Six Perfections (2002), Denebola (2003), Divine Proportions (2004)
- Criquette Head-Maarek – Gold Splash (1992), Macoumba (1994), Loving Claim (1997), Juvenia (1998), Proportional (2008)

Propietarios con más victorias (4): (incluidos en asociación)
- Familia Niarchos – Six Perfections (2002), Denebola (2003), Divine Proportions (2004), Rumplestiltskin (2005)
- Michael Tabor - Rumplestiltskin (2005), Misty For Me (2010), Found (2014), Ballydoyle (2015)
- John Magnier – Rumplestiltskin (2005), Misty For Me (2010), Found (2014), Ballydoyle (2015)

## Palmarés desde 1984
| Año  | Ganadora           | País        | Padre           | Jockey                | Entrenador             | Proprietario                                            | Segunda            | Tercera            | Tiempo  |
| ---- | ------------------ | ----------- | --------------- | --------------------- | ---------------------- | ------------------------------------------------------- | ------------------ | ------------------ | ------- |
| 2024 | Vertical Blue      | Irlanda     | Mehmas          | Alexis Pouchin        | Francis-Henri Graffard | Gemini Stud y Arabella Racing                           | Zarigana           | Exactly            | 1'38"60 |
| 2023 | Opera Singer       | Irlanda     | Justify         | Ryan Moore            | Aidan O'Brien          | Michael Tabor, Derrick Smith, John Magnier & Westerberg | Rose Bloom         | Les Pavots         | 1'36"40 |
| 2022 | Blue Rose Cen      | Francia     | Churchill       | Aurélien Lemaître     | Christopher Head       | Yeguada Centurión                                       | Gan Teorainn       | Never Ending Story | 1'40"45 |
| 2021 | Zellie             | Francia     | Wootton Bassett | Oisin Murphy          | André Fabre            | Al Wasmiyah Farm                                        | Times Square       | Oscula             | 1'42"67 |
| 2020 | Tiger Tanaka       | Francia     | Clodovil        | Jessica Marcialis     | Charley Rossi          | Miguel Castro Megias                                    | Tasmania           | Rougir             | 1'43"13 |
| 2019 | Albigna            | Irlanda     | Zoffany         | Shane Foley           | Jessica Harrington     | Familia Niarchos                                        | Marieta            | Flighty Lady       | 1'41"26 |
| 2018 | Lily's Candle      | Francia     | Style Vendôme   | Pierre-Charles Boudot | Fabrice Vermeulen      | Martin Schwartz                                         | Matematica         | Star Terms         | 1'38"98 |
| 2017 | Wild Illusion      | Reino Unido | Dubawi          | James Doyle           | Charlie Appleby        | Godolphin                                               | Polydream          | Mission Impassible | 1'37"47 |
| 2016 | Wuheida            | Reino Unido | Dubawi          | William Buick         | Charlie Appleby        | Godolphin                                               | Promise To Be True | Dabyah             | 1'35"85 |
| 2015 | Ballydoyle         | Irlanda     | Galileo         | Ryan Moore            | Aidan O'Brien          | Michael Tabor, Derrick Smith & John Magnier             | Turret Rocks       | Qemah              | 1'35"44 |
| 2014 | Found              | Irlanda     | Galileo         | Ryan Moore            | Aidan O'Brien          | Michael Tabor, Derrick Smith & John Magnier             | Ervedya            | Jack Naylor        | 1'37"45 |
| 2013 | Indonésienne       | Francia     | Muhtahir        | Flavien Prat          | Christophe Ferland     | Wertheimer & Frère                                      | Lesstalk In Paris  | Queen Catrine      | 1'38"74 |
| 2012 | Silasol            | Francia     | Monsun          | Olivier Peslier       | Carlos Laffón-Parias   | Wertheimer & Frère                                      | Topaze Blanche     | Alterite           | 1'44"62 |
| 2011 | Elusive Kate       | Reino Unido | Elusive Quality | William Buick         | John Gosden            | Magnolia Racing                                         | Fire Lily          | Zantenda           | 1'38"10 |
| 2010 | Misty For Me       | Irlanda     | Galileo         | Johnny Murtagh        | Aidan O'Brien          | Michael Tabor, Derrick Smith & John Magnier             | Helleborine        | Rainbow Springs    | 1'42"50 |
| 2009 | Rosanara           | Francia     | Sinndar         | Christophe Soumillon  | Alain de Royer-Dupré   | S.A. Aga Khan                                           | On Verra           | Joanna             | 1'37"20 |
| 2008 | Proportional       | Francia     | Beat Hollow     | Stéphane Pasquier     | Criquette Head-Maarek  | S.A. Príncipe Khalid Abdullah                           | Elusive Wave       | Copperbeech        | 1'36"00 |
| 2007 | Zarkava            | Francia     | Zamindar        | Christophe Soumillon  | Alain de Royer-Dupré   | S.A. Aga Khan                                           | Conference Call    | Mad About You      | 1'37"00 |
| 2006 | Finsceal Beo       | Irlanda     | Mr Greeley      | Kevin Manning         | Jim Bolger             | Michael Ryan                                            | Darrfonah          | Legerete           | 1'34"90 |
| 2005 | Rumplestiltskin    | Irlanda     | Danehill        | Kieren Fallon]]       | [[Aidan O'Brien        | John Magnier, Michael Tabor & Familia Niarchos          | Quiet Royal        | Deveron            | 1'37"30 |
| 2004 | Divine Proportions | Francia     | Kingmambo       | Christophe Lemaire    | Pascal Bary            | Familia Niarchos                                        | Titian Time        | Fraloga            | 1'36"70 |
| 2003 | Denebola           | Francia     | Storm Cat       | Christophe Lemaire    | Pascal Bary            | Familia Niarchos                                        | Green Noon         | Tulipe Royale      | 1'40"90 |
| 2002 | Six Perfections    | Francia     | Celtic Swing    | Thierry Thulliez      | Pascal Bary            | Familia Niarchos                                        | Etoile Montante    | Luminata           | 1'37"90 |
| 2001 | Sulk               | Reino Unido | Selkirk         | Lanfranco Dettori     | John Gosden            | James Wigan                                             | Danseuse d'Étoile  | Kournakova         | 1'43"00 |
| 2000 | Amonita            | Francia     | Anabaa          | Thierry Jarnet        | Pascal Bary            | Mme Paul de Moussac                                     | Karasta            | Choc Ice           | 1'36"30 |
| 1999 | Lady of Chad       | Francia     | Last Tycoon     | Olivier Peslier       | Richard Gibson         | John Martin                                             | New Story          | Lady Vettori       | 1'44"90 |
| 1998 | Juvenia            | Francia     | Trempolino      | Olivier Doleuze       | Criquette Head-Maarek  | Wertheimer & Frère                                      | Crystal Downs      | Blue Cloud         | 1'41"30 |
| 1997 | Loving Claim       | Francia     | Hansel          | Olivier Doleuze       | Criquette Head-Maarek  | Maktoum Al Maktoum                                      | Isle de France     | Plaisir des Yeux   | 1'37"60 |
| 1996 | Ryafan             | Reino Unido | Lear Fan        | Lanfranco Dettori     | John Gosden            | Khalid Abdullah                                         | Yashmak            | Family Tradition   | 1'39"80 |
| 1995 | Miss Tahiti        | Francia     | Tirol           | Olivier Peslier       | André Fabre            | Daniel Wildenstein                                      | Shake The Yoke     | Solar Crystal      | 1'40"20 |
| 1994 | Macoumba           | Francia     | Mr. Prospector  | Freddy Head           | Criquette Head-Maarek  | Haras d'Etreham                                         | Piquetnol          | Chrysalu           | 1'43"80 |
| 1993 | Sierra Madre       | Francia     | Baillamont      | Gérald Mossé          | Pascal Bary            | Jean-Louis Bouchard                                     | Flagbird           | Mehthaaf           | 1'45"40 |
| 1992 | Gold Splash        | Francia     | Blushing Groom  | Gérald Mossé          | Criquette Head-Maarek  | Jacques Wertheimer                                      | Kindergarten       | Love of Silver     | 1'44"90 |
| 1991 | Culture Vulture    | Reino Unido | Timeless Moment | Richard Quinn         | Paul Cole              | Christopher Wright                                      | Hatoof             | Verveine           | 1'40"60 |
| 1990 | Shadayid           | Reino Unido | Shadeed         | Willie Carson         | John Dunlop            | Hamdan Al Maktoum                                       | Caerlina           | Sha Tha            | 1'40"70 |
| 1989 | Salsabil           | Reino Unido | Sadler's Wells  | Willie Carson         | John Dunlop            | Hamdan Al Maktoum                                       | Houseproud         | Alchi              | 1'40"30 |
| 1988 | Mary Linoa         | Francia     | L'Emigrant      | Alain Lequeux         | David Smaga            | David Smaga                                             | Rose de Crystal    | Reine du Ciel      | 1'41"20 |
| 1987 | Ashayer            | Reino Unido | Lomond          | Willie Carson         | John Dunlop            | Hamdan Al Maktoum                                       | Riviere d'Or       | Harmless Albatross | 1'37"40 |
| 1986 | Miesque            | Francia     | Nureyev         | Freddy Head           | François Boutin        | Stavros Niarchos                                        | Milligram          | Sakura Reiko       | 1'37"50 |
| 1985 | Midway Lady        | Francia     | Alleged         | Lester Piggott        | Ben Hanbury            | Harry Ranier                                            | Fieldy             | Riverbride         | 1'37"90 |
| 1984 | Triptych           | Francia     | Riverman        | Alain Lequeux         | David Smaga            | Alan Clore                                              | Silvermine         | [Coup de Folie]]   | 1'46"70 |

## Ganadoras anteriores
| - 1969 - Vela - 1970 - Two to Paris - 1971 - Dark Baby - 1972 - Allez France - 1973 - Hippodamia | - 1974 - Oak Hill - 1975 - Theia - 1976 - Kamicia - 1977 - Tarona - 1978 - Pitasia | - 1979 - Aryenne - 1980 - Tropicaro - 1981 - Play It Safe - 1982 - Goodbye Shelley - 1983 - Almeira |